# August Konow
August Konow,  född den 19 oktober 1780 i Bergen, död den 9 april 1873 i Köpenhamn, var en norsk affärsman och politiker.
Konow drev upp firman Konow & Co. till en av de främsta i norskt affärsliv och spelade 1814 en mycket framstående roll som anhängare av självständighetspartiet. Efter att ha deltagit i decembermötet 1813 verkade han som Kristian Fredriks politiske och finansielle agent i Holland, men hans strävanden misslyckades.
Som representant i det första urtima stortinget 1814 föreslog han eget konsulatväsen för Norge, och sina synpunkter i fråga om Norges utrikespolitiska ställning framhöll han även i stortinget 1824; han fick emellertid ingen anslutning. De senare åren av sitt liv tillbragte Konow i Köpenhamn.